# Bồ Đề Đạo Tràng (Châu Đốc)

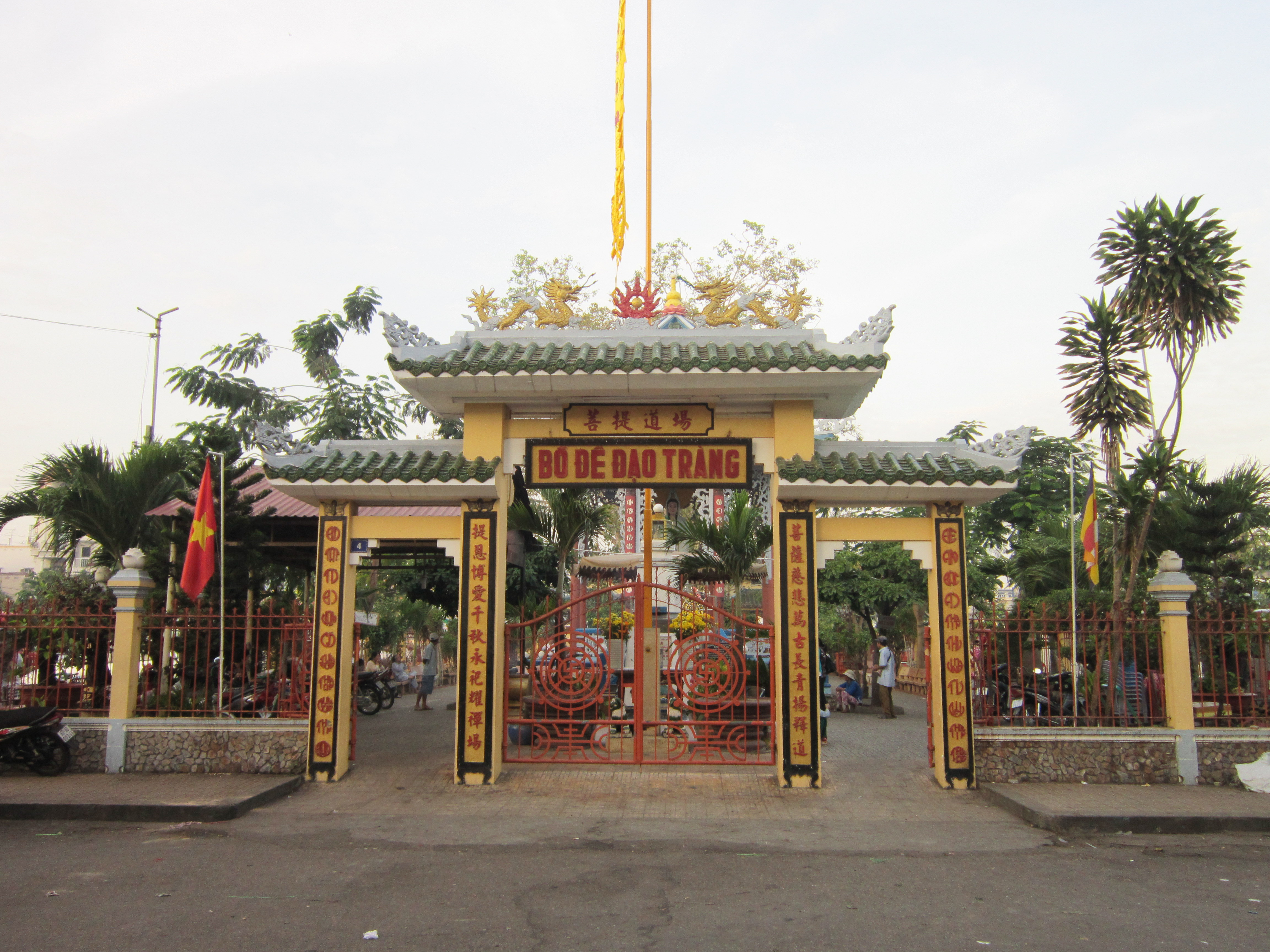
Cổng chính Bồ Đề Đạo Tràng (Châu Đốc)

Bồ Đề Đạo Tràng là một công trình kiến trúc Phật giáo, tọa lạc ở quảng trường trung tâm, thuộc phường Châu Phú A, thành phố Châu Đốc, tỉnh An Giang, Việt Nam.

## Lịch sử
Chùa Bồ Đề Đạo Tràng (Châu Đốc) được lập năm 1952 do Đặng Văn Lý (Tỉnh trưởng Châu Đốc lúc bấy giờ) và Phạm Ngọc Đa (Hội trưởng Thông Thiên học) đề xướng, được đông đảo Phật tử ở nhiều nơi tán thành và đóng góp.
Năm 1951, ông Phạm Ngọc Đa đã liên lạc với Đại đức Jinara Jadasa bên Ấn Độ xin cành chiết từ cây bồ đề bảo thụ mà xưa kia Phật Thích Ca đã ngồi thiền định. Được chấp thuận, bà Nguyễn Thị Hai liền đi thỉnh cây về trồng trên mảnh đất do Tỉnh trưởng Đặng Văn Lý cấp ở trung tâm thị xã, đối diện với nhà việc làng Châu Phú (nay là Ủy ban Nhân dân phường Châu Phú A). Trước khi trồng, người ta tổ chức lễ rước bảo thụ trên xe hoa, đi một vòng thị xã vào ngày 27 tháng Chạp năm Canh Dần (3 tháng 02 năm 1951). Lễ hạ thổ chính thức đã tổ chức long trọng ngày 16 tháng 4 năm Nhâm Thìn (9 tháng 5 năm 1952). Sau khi hạ thổ người ta theo tích xưa tưới cây bằng sữa tươi.
Người ta kể rằng, ngay trước đêm hạ thổ, cây bồ đề đã bị ai đó chặt đứt lìa thân. Tuy nhiên, sau đó cây vẫn được trồng và vẫn sống nảy thành bốn tược (nay đã thành bốn nhánh lớn).
Vì cây bồ đề có nguồn gốc từ Bồ Đề Đạo Tràng bên Ấn Độ, nên nơi đây cũng được gọi là "Bồ Đề Đạo Tràng". Và để quản trị chùa và cây, Hội Bồ Đề Đạo Tràng (Châu Đốc) được thành lập.
Theo sách Kỷ lục An Giang 2009, thì đây là "cây bồ đề lâu năm nhất của tỉnh" .

## Kiến trúc

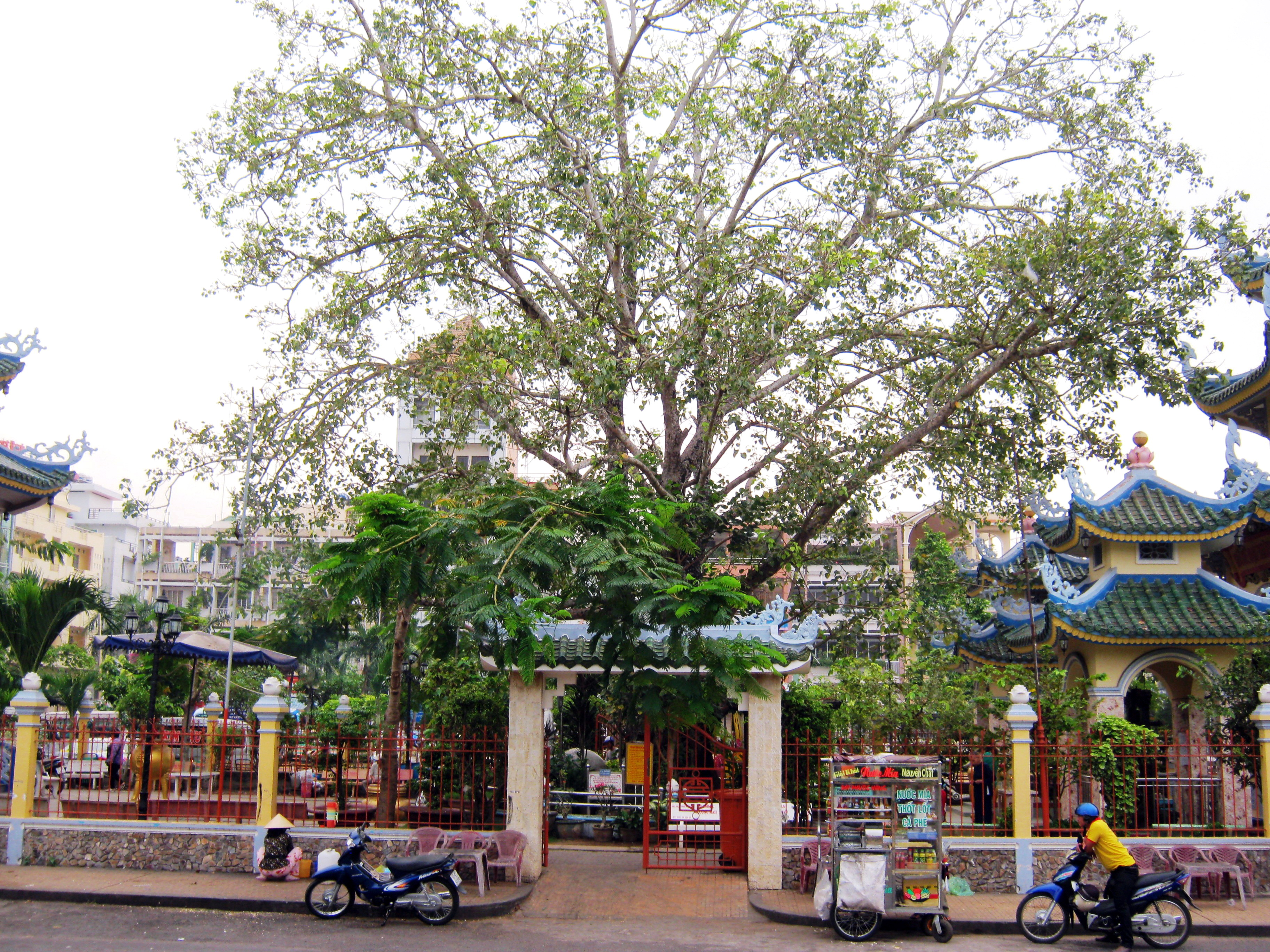
Cổng phụ Bồ Đề Đạo Tràng (Châu Đốc)

Ban đầu, Bồ Đề Đạo Tràng (Châu Đốc) có kiến trúc đơn giản. Chính giữa khuôn viên là một tòa nhà bát giác nhỏ hình lăng trụ, có bốn cửa ra vào, tôn trí tượng Phật Thích Ca đang ngồi nhập định. Chung quanh các góc khắc những câu đối sơn vàng trên nền đỏ, ca ngợi đức từ bi của đức Phật Thích Ca.
Về sau, ban quản trị lần lượt cho xây dựng một số hạng mục khác, khiến nơi đây thêm phần bề thế, đẹp đẽ và tôn nghiêm. Đáng chú ý có một trụ biểu bốn mặt (ghi dấu sự kiện liên quan và những nhân vật đã gầy dựng nên Bồ Đề Đạo Tràng ở Châu Đốc), Quan Âm các, lầu chuông lầu trống, nhà hậu Tổ, v.v...

## Các Phật tích

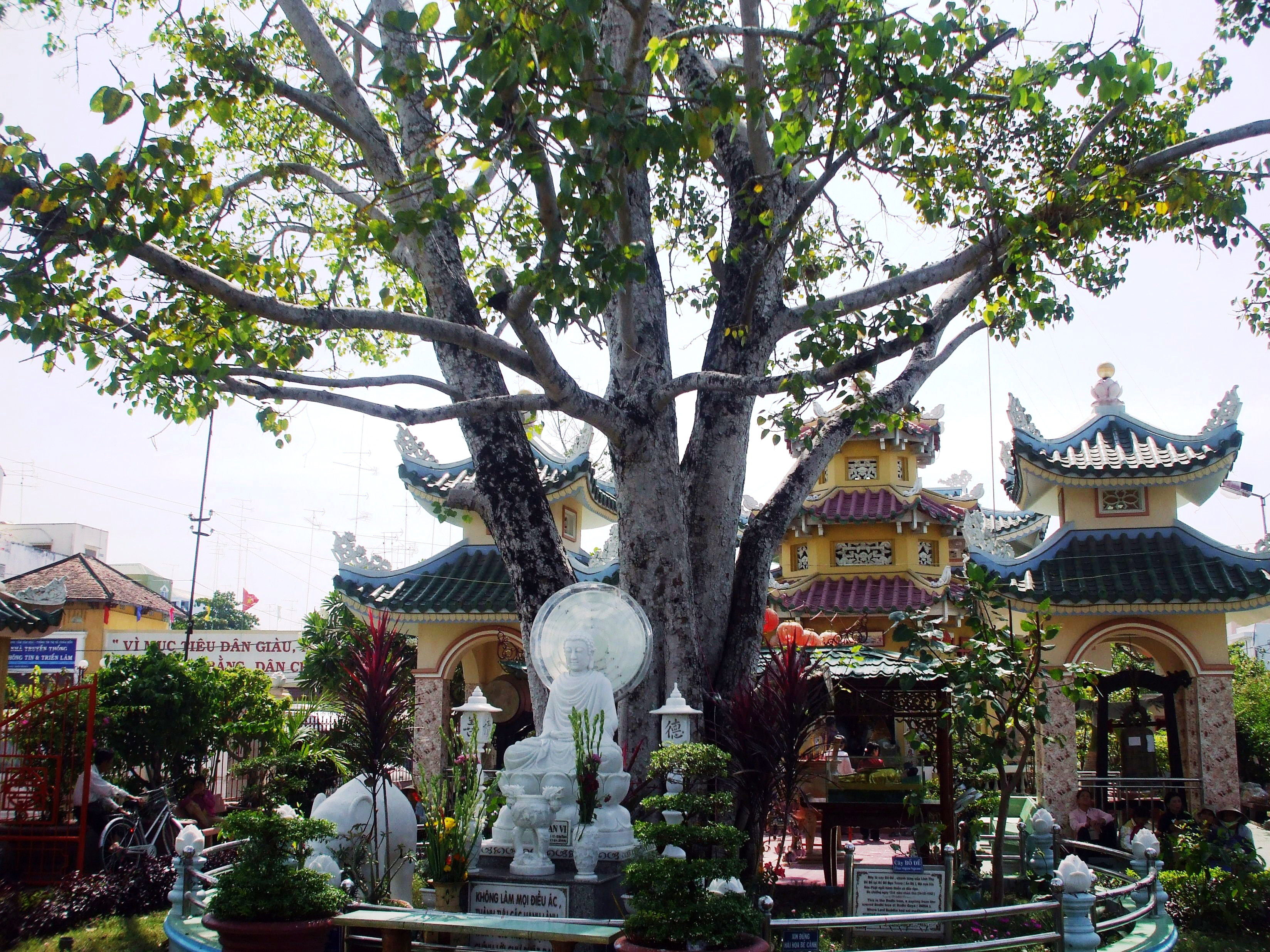
Tượng Phật Thích Ca ngồi thiền định tại gốc bồ đề. Phía sau là chính điện (giữa) và lầu chuông, lầu trống (hai bên)

- Phật tích thứ nhất là cây bồ đề đã kể trên.
- Phật tích thứ hai là một ít đất nơi gốc cây bồ đề trong Bồ Đề Đạo Tràng ở Ấn Độ (do ông Trương Hưng thỉnh về năm 2000) đang được tôn thờ trong chính điện chùa (tức trong tòa nhà bát giác nhỏ hình lăng trụ).

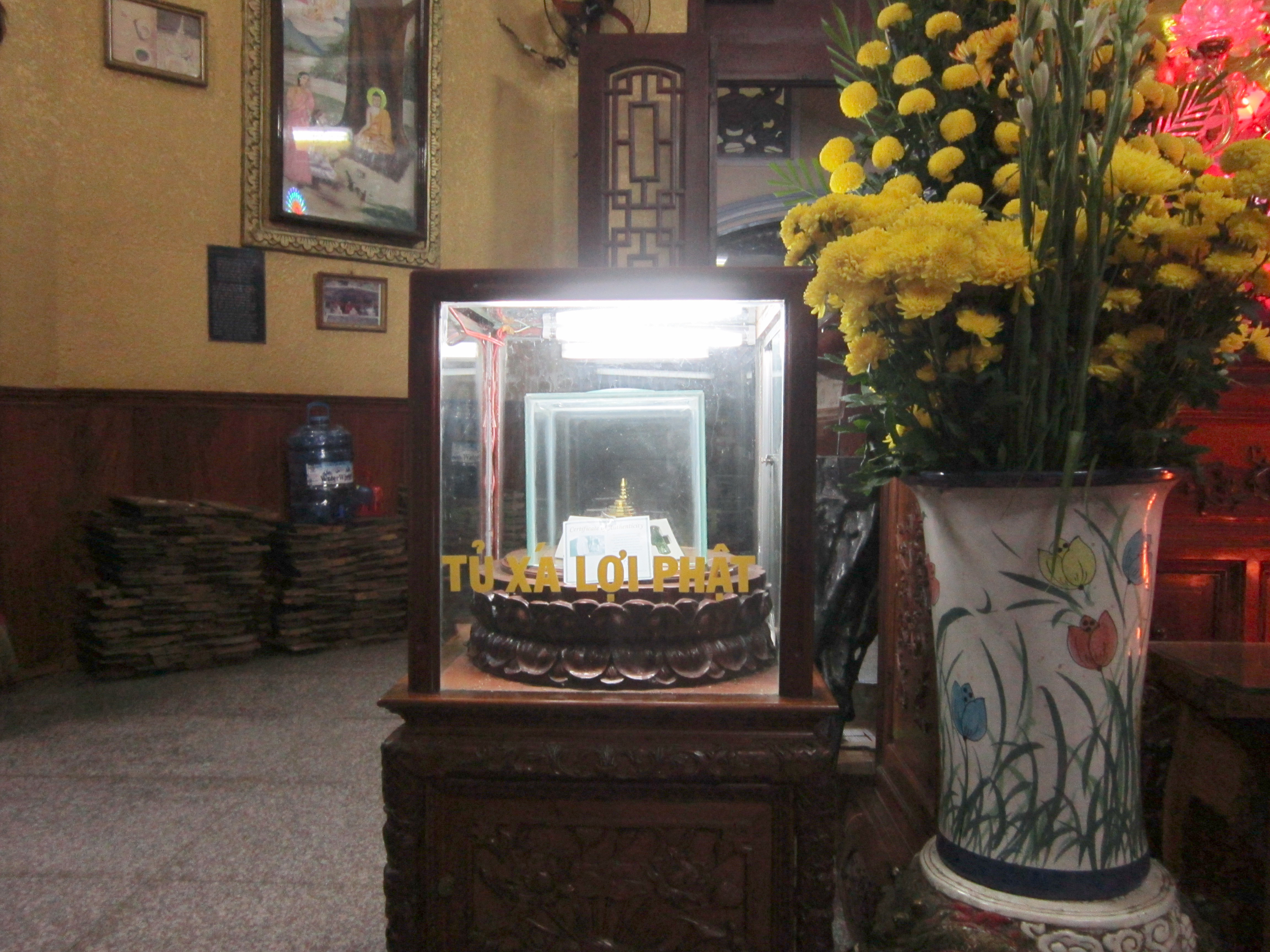
Tủ đựng viên Xá lợi Phật Thích Ca

- Phật tích thứ ba (quan trọng nhất) là viên ngọc xá lợi Phật Thích Ca màu trắng bóng, nhỏ cỡ hai hạt gạo, cũng đang được tôn thờ trong chính điện chùa. Vi bằng gắn tại trụ biểu bốn mặt có đoạn khắc:

Hôm nay, ngày mồng 8 tháng 7 năm Tân Mùi, nhằm ngày 17 tháng 8 năm 1991, tại chùa Bồ Đề Đạo Tràng, thị xã Châu Đốc, tỉnh An Giang, viên Xá lợi Phật Tổ Thích Ca Mâu Ni do Thượng tọa Kim Quang thỉnh từ Ấn Độ về được tặng cho gia đình đạo hữu Nguyễn Văn Phi và Nguyễn Thị Tuyết (số 154 Lý Tự Trọng, Quận 1, Thành phố Hồ Chí Minh). Nay đạo hữu nhất tâm hoan hỷ dâng cúng về chùa Bồ Đề Đạo Tràng thị xã Châu Đốc, do ông Hội trưởng Nguyễn Văn Năm đại diện phụng thỉnh. Xá lợi được tôn trí trong một bảo tháp bằng đồng để từ nay tứ chúng Phật tử muôn đời chiêm bái.
Hằng năm, Bồ Đề Đạo Tràng (Châu Đốc) tổ chức bốn lễ chính: rằm tháng Giêng (Thượng ngươn), rằm tháng Tư (lễ Phật đản), rằm tháng Bảy (Vu-lan) và rằm tháng Mười (Hạ ngươn).